# Los Aztecas, Pánuco
Los Aztecas är en ort i Mexiko.   Den ligger i kommunen Pánuco och delstaten Veracruz, i den östra delen av landet, 300 km norr om huvudstaden Mexico City. Los Aztecas ligger 45 meter över havet och antalet invånare är 119.
Terrängen runt Los Aztecas är platt. Runt Los Aztecas är det ganska glesbefolkat, med 32 invånare per kvadratkilometer. Närmaste större samhälle är Tlaxcalita, 8,6 km norr om Los Aztecas. Trakten runt Los Aztecas består till största delen av jordbruksmark.